# Mistress America
Mistress America é um filme de comédia norte-americano dirigido por Noah Baumbach. Lançado em 2015, foi protagonizado por Greta Gerwig, Lola Kirke, Heather Lind e Cindy Cheung.